# 自生早熟禾
自生早熟禾（学名：Poa spontanea）为禾本科早熟禾属下的一个种。